# Men's SPIDER
Men's SPIDER（メンズスパイダー）はリイド社より発行されていた男性向けファッション雑誌。Vホス系という新しいジャンルのファッションを提案した。プロデュースは『MEN'S KNUCKLE（メンズナックル）』のプロデューサー鮎川優。

## 概要
ホストをファッションモデルとして起用し話題となったファッション雑誌『MEN'S KNUCKLE（メンズナックル）』の仕掛け人、鮎川優が新しくプロデュースし2008年に創刊（鮎川自身もモデルとして誌面に登場している）。
ヴィジュアル系（略してV系）とホストのファッション、髪型などの類似性や共通点に着目し、『Vホス系』というファッションを提案しているが、けして、ヴィジュアル系バンドマンとホストを同一視しているわけではない。
創刊号は『ES POSHH!』の、その後しばらくは『コミック乱ツインズ』『コミック乱ツインズ 戦国武将列伝』の増刊扱いであった。2015年7月刊行の9月号をもって休刊。

### Vホス系とは
「ヴィジュアル系×ホストライン（ホストのような服装）」をテーマにMen's SPIDER が提案するファッション。従来のギャル男やお兄系などと異なる。メイクやカラーコンタクトなど、ヴィジュアル系の美麗かつロックなファッションをコーディネートに取り入れた着こなし。

## 在籍モデル
- リョーマ
- 工藤蓮
- 一条誠
- 優士
- 鮎川優 - プロデューサー
- 百合華
- IBI - Sixh.デザイナー
- 橋本甜歌
- 星七

## 用語
スパモ
誌面に登場するモデルたちのこと。
艶男（ツヤダン）
『Men's SPIDER』によって造られた、ファッショナブルでスタイリッシュな魅力を持つ艶のある男子を表す造語。女性誌『NIKITA』に登場するモテる男を意味する造語の「艶男（アデオス）」と漢字は同じだが、読み方が異なる。
コーディー
コーディネイトの略語。着こなしやアイテムの組み合わせ方を指す。